# Xã Patoka, Quận Marion, Illinois
Xã Patoka (tiếng Anh: Patoka Township) là một xã thuộc quận Marion, tiểu bang Illinois, Hoa Kỳ. Năm 2010, dân số của xã này là 1.038 người.